# 埃利·泽拉
埃利·泽拉（希伯來語：‎，1928年4月4日—）是以色列國防軍的前少将。在贖罪日戰爭期间，他是以色列军事情报局的主任。